# Graphe fourche
Pour les articles homonymes, voir Fourche (homonymie).
Le graphe fourche est, en théorie des graphes, un graphe possédant 5 sommets et 4 arêtes. 
Le nom de graphe fourche est employé au sein de la classification de l'ISGCI (Information System on Graph Classes and their Inclusions).

## Propriétés

### Propriétés générales
Le diamètre du graphe fourche, l'excentricité maximale de ses sommets, est 3, son rayon, l'excentricité minimale de ses sommets, est 2. Il ne possède aucun cycle et sa maille est donc infinie. Il s'agit d'un graphe 1-sommet-connexe et d'un graphe 1-arête-connexe, c'est-à-dire qu'il est connexe et que pour le rendre déconnecté il faut le priver au minimum de 1 sommet ou de 1 arête.
Le graphe fourche est un arbre. De là découlent un certain nombre de propriétés. Il est ainsi possible de le tracer sur un plan sans qu'aucune de ses arêtes se croisent. Il est donc planaire. Il est également un graphe distance-unité : il peut s'obtenir à partir d'une collection de points du plan euclidien en reliant par une arête toutes les paires de points étant à une distance de 1.

### Coloration
Le nombre chromatique du graphe fourche est 2. C'est-à-dire qu'il est possible de le colorer avec 2 couleurs de telle façon que deux sommets reliés par une arête soient toujours de couleurs différentes. Ce nombre est minimal.
L'indice chromatique du graphe fourche est 3. Il existe donc une 3-coloration des arêtes du graphe telle que deux arêtes incidentes à un même sommet soient toujours de couleurs différentes. Ce nombre est minimal.
Il est possible de compter les colorations distinctes d'un graphe. Cela donne une fonction dépendant du nombre de couleurs autorisé. Cette fonction est polynomiale et est qualifiée de polynôme chromatique du graphe. Ce polynôme a pour racines tous les entiers positifs ou nuls strictement inférieurs à 2 et est de degrés 5. Il est égal à : {\displaystyle (x-1)^{4}x}.

### Propriétés algébriques
Le groupe d'automorphismes du graphe fourche est un groupe abélien d'ordre 2 : le groupe cyclique Z/2Z.
Le polynôme caractéristique de la matrice d'adjacence du graphe fourche est : {\displaystyle -x(x^{4}-4x^{2}+2)}.